# 国务院办公厅人事司
国务院办公厅人事司是中华人民共和国国务院办公厅内设的一个职能司。

## 工作职能
国务院办公厅人事司主要按照国务院办公厅确定的工作范围，负责办理以下各项工作：
- 负责国务院办公厅的人事管理。
- 负责国务院办公厅工作人员的教育培训工作。
- 办理工作人员的出国手续。
- 负责国务院领导办公室的人事工作。
- 负责挂靠单位的人事管理工作。
- 其他相关工作。